# Bitwa nad Bosforem (941)
Bitwa nad Bosforem – starcie zbrojne, które miało miejsce w roku 941.
Powodem wyprawy Igora Rurykowicza na Konstantynopol, stała się odmowa respektowania przez cesarza traktatu handlowego. Siły Rusów biorące udział w wyprawie liczyły 10 000 ludzi. W lipcu 941 Rusowie wylądowali niedaleko latarni morskiej u wylotu cieśniny Bosfor, gdzie założyli obóz. Następnie najeźdźcy skierowali się naprzeciwko przebywającym w pobliżu siłom bizantyjskim. Kawaleria bizantyjska nie odważyła się na stoczenie walnej bitwy atakując jedynie skrzydła Rusów, których ostrzeliwano z łuków. W końcu, po nadejściu piechoty cesarskiej, Igor zdecydował się na atak. Mimo znacznej przewagi liczebnej Bizantyjczyków zostali oni pobici w centrum w walce na broń białą. Pobita piechota rozpoczęła ucieczkę, Rusowie nie podjęli jednak pościgu i odpierając ciągłe ataki kawalerii wycofali się do obozu. Ze strategicznego punktu widzenia zwycięzcami okazali się Bizantyjczycy, którzy nie dopuścili do zdewastowania kraju.
Nocą rozpoczęto załadunek wojska na statki, jednak jak się okazało drogę odwrotu Rusom zagrodziła flota cesarska. Mniej liczna flotylla bizantyjska użyła w walce ognia greckiego, który trawił płaskodenne łodzie Rusów. Rusowie walczyli dzielnie, nie byli w stanie jednak wedrzeć się na wysokie burty bizantyjskim dramon. Z pogromu ocalało niewiele łodzi, reszta została zatopiona. Jako że bitwa toczyła się niedaleko brzegu, do niewoli bizantyjskiej trafiła znaczna liczba jeńców, których wcielono później do armii cesarskiej. Klęska nie zniechęciła Igora i 3 lata później z pomocą Pieczyngów, książę ponownie skierował się ku Cesarstwu. Po dotarciu Rusów do linii Dunaju, Bizantyjczycy wszczęli rokowania, podpisując nowy traktat z Rusami, będący rozszerzeniem poprzedniego traktatu i umożliwiający Rusom werbunek do armii bizantyjskiej.